# Sangi (Japon)
Un sangi (参議) est un conseiller associé de la cour impériale du Japon. Cette fonction consultative date du VIIe siècle et fait partie de la cour impériale du Japon depuis le VIIIe siècle jusqu'à l'ère Meiji au milieu du XIXe siècle.
Il s'agit d'une position au sein du daijō-kan, ou ancien gouvernement féodal du Japon. Elle est créée en 702 par le code de Taihō.
Dans les rangs de la bureaucratie impériale, les sangi se situent entre les shōnagon (conseillers secondaires) et ceux qui ont des rôles plus étroitement définis, tels que les sadaiben et les udaiben, les administrateurs chargés de la supervision des huit ministères du gouvernement.
Dans une première étude de la hiérarchie impériale, Julius Klaproth dans son supplément de 1834 du Nihon ōdai ichiran confond la position hiérarchique avec un rôle fonctionnel en tant que directeur des affaires du palais.
Au premier rang de ceux qui détiennent ce poste se trouvent trois frères :
- Fujiwara no Fusasaki occupe le poste de sangi jusqu'à sa mort en 737 (ère Tenpyō 9, 4e mois)[3] ;
- Fujiwara no Maro occupe le poste de sangi jusqu'à sa mort en 737 (Tenpyō 9, 7e mois)[3] ;
- Fujiwara no Umakai occupe le poste de sangi jusqu'à sa mort en 737 (Tenpyō 9, 8e mois)[3].

Cette fonction est supprimée en 1885.

## Contexte historique
L'exercice véritable du pouvoir des fonctionnaires de la cour à l'époque antérieure à l'ère Meiji atteint son nadir pendant les années du shogunat Tokugawa, et pourtant les structures de base du gouvernement ritsuryō perdurent pendant des siècles.
Afin d'apprécier la fonction de sangi, il est nécessaire d'évaluer son rôle dans le contexte traditionnel japonais d'un cadre durable mais souple. Il s'agit d'un réseau bureaucratique et d'une hiérarchie de fonctionnaires. Le rôle de sangi est un élément important dans le daijō-kan (conseil d'État). Le modèle daijō-kan s'est avéré être adaptable à la création d'un gouvernement constitutionnel à l'époque moderne.

### Officielsdaijō-kanles plus élevés
Les postes les plus élevés dans la hiérarchie de la cour peuvent être catalogués. Une liste donne un aperçu superficiel à l'intérieur des relations complexes et inter-connectées de la structure de la cour impériale :
- daijō-daijin, chancelier du royaume ou ministre en chef[7] ;
- sadaijin, ministre de la Gauche[7] ;
- udaijin, ministre de la Droite[7] ;
- naidaijin, ministre du Centre[7].

Le niveau suivant le plus élevé de fonctionnaires est :
- dainagon, conseiller principal. Il existe d'habitude trois dainagon[7], parfois plus[8] ;
- chūnagon (conseiller moyen)[9] ;
- chōnagon (conseiller secondaire); il existe d’ordinaire trois shōnagon[7].

Les autres fonctionnaires de haut rang qui disposent d'un peu de souplesse dans le daijō-kan sont :
- sangi, conseiller associé[10]. Ce bureau fonctionne en tant que gestionnaire des activités du daijō-kan au sein du palais[2] ;
- geki (外記?), secrétariat. Ce sont des hommes spécifiquement nommés qui agissent à la discrétion de l'empereur[2].

### Les huit ministères
Les ministères sont huit bureaucraties semi-indépendants. Une liste seule ne peut pas révéler beaucoup sur le fonctionnement réel du daijō-kan, mais les grandes catégories hiérarchiques suggèrent la manière dont les fonctions gouvernementales peuvent être analysées :
| Gauche - ministère du Centre - ministère des Services civils, aussi appelé ministère de la Direction législative et de l'Instruction publique - ministère des Cérémonies, aussi appelé ministère de l'Intérieur - ministère des Taxes | Droite - ministère des Affaires militaires - ministère de la Justice - ministère du Trésor - ministère de la Maison impériale |

Les ministères spécifiques ci-dessus ne sont pas regroupés arbitrairement. Les deux fonctionnaires de la cour ci-dessous ont la responsabilité de :
- contrôleur principal de la Gauche (左大弁, sadaiben?)[17]. Cet administrateur est chargé ou a pour mission de superviser quatre ministères : Centre, Services civils, Cérémonies et Taxation[2] ;
- contrôleur principal de la Droite (右大弁, udaiben?)[17]. Cet administrateur est chargé ou a pour mission de superviser quatre ministères : Militaire, Justice, Trésor et Maison impériale[2].